# Тюштян
Тюштян (мокш. Тюштень, эрз. Тюштя) — центральный герой мокшанского и эрзянского героического эпоса «Тюштя», сын бога грома и войны Атямшкая и земной девушки Литовы.
Тюштень — легендарный мокшанский царь, многократно упоминаемый в устном народном творчестве мокшан. Согласно легендам, записанным исследователем Тамбовского края И. И. Дубасовым, Тюштян жил на зубовополянской земле — в лесах рядом с мокшанским поселением Ширингуши.

## Возникновение и характер мифа
Тюштян — основной персонаж героической поэзии народов мокша и эрзя, с его именем связаны представления о возникновении, становлении и гибели древнего объединённого мокшанского и эрзянского государств. В эпосе этот исторический период обозначается «Тюштянь пинге» («Век Тюштяна») и описывается как время, когда народ доволен избранным оцязором (царём), а оцязор доволен руководимым народом. По предположению А. И. Маскаева само имя «Тюштян» использовалось как титул правителя. Вероятнее всего в разных фольклорных источниках говорится не об одном, а о нескольких правителях.
Так описывается наряд Тюштяна в эпической мокшанской песне
.
Имеет мифологическую и собственно историческую атрибуцию, соединяет космогонический миф о сотворении мира с эпическими песнями и сказаниями. Существовала ошибочная версия, что образ Тюштяна сформировался в первые века феодализма и время его деятельности — эпоха образования эрзянского и мокшанского этносов и период начала русской колонизации. Согласно этой версии исторический персонаж Тюштян жил в середине XIII века и умер около 1250 года Однако, как известно, в первой половине XIII века каназором (царём) объединённых мокшанских княжеств был Пуреш, эрзяне были объединены под началом инязора (царя) Пургаза и находились в состоянии войны вплоть до прихода Батыя в 1237 году. В этот период никакого союза между ними предполагать нельзя. Золотой век — времени правления Тюштяна относят к периоду — между IV и VIII веками. Земли, упоминаемые в преданиях охватываю бассейн реки Мокши, Суры, Цны, Хопра.
По мнению И. А. Бессонова эпос о Тюште имеет преимущественно мифологическое происхождение и связан с преданиями о чуди, распространенными среди многих финно-угорских народов . По его предположению, Тюштя, первоначально фигурировавший в преданиях как правитель древней чуди, народа, существовавшего до появления современного поколения людей, позднее был переосмыслен как эпический князь эрзян или мокшан. Некоторую параллель подобному развитию образа представляют собой коми-пермяцкие предания о Кудым-Оше, который одновременно изображается как «чудской князь» и древний правитель народа коми.
Большинство песен и преданий о Тюштяне записаны в XIX веке в связи с возросшим интересом к изучению фольклора и этнографии народов, населяющих Россию. Значительная часть преданий сохранилась среди мокшан и эрзян Заволжья. Интерес к Золотому веку — времени правления Тюштяна был обусловлен тем, что он содержит богатый материал по русско-мокшанским и русско-эрзянским отношениям, в нём говорится о столкновении между русскими и мокшанскими, эрзянскими князьями, об исторической судьбе предполагаемого союза мокши и эрзи. По мнению А. И. Маскаева, некоторые дореволюционные исследователи эрзя и мокша и устной поэзии данных народов представляли Тюштяна правителем, доказывающим своё княжеское происхождение и право на власть вызовом предзнаменований. Основные противники Тюштяна согласно преданий — хан Сарда, русские князья, Владимирская княгиня, эрзянский царь, рождённый от семидесятилетней вдовы.

## Образ Тюштяна в литературе
В «Мастораве» А. М. Шаронова эпос о Тюштяне представлен семью сказаниями. В них рассказывается о важнейших событиях в жизни знаменитого героя. Предшественниками Тюштяна являются Кудадей и Тёкшонь. Биография Тюштеня в «Мастораве» — череда совершаемых им общественно-политических мероприятий, семейно-бытовых поступков и воинских подвигов.
Имеет две генеалогические линии развития. В первой — при достижении старости возносится на небо, к родителям, оставив в память о себе на земле медную трубу — тораму, вещающую его волю. Во второй — под натиском русских князей с частью народа уходит на новые земли, дарованные царём Китаем, перейдя через большую водную преграду (вероятно, с западного берега Волги на восточный).
Основные сюжеты о Тюштяне — избрание его оцязором, бой с иноземным противником, убийство чудеснорождённых соперников, вознесение на небо, уход с народом на новые земли. В эпосе названы верные помощники Тюштяна — Келу (Священное дерево Берёза), Атямшкай (Бог грома), Иненармонь (Великая птица), Кранч Каназор (Чёрный Ворон с железным клювом), Акша Локсти (Белый Лебедь), Мешаване (Пчелиная Матка).

## О возможных исторических прототипах
Одним из предположений относительно исторического прототипа Тюштяна была версия о том, что Тюштян — имя сына каназора Пуреша, упоминаемого в Лаврентьевской летописи, однако известно, что подлинное имя сына Пуреша — Атямас.

## Образ Тюштяна в искусстве
- Деревянный памятник Туштяну поставлен в Саранске, в рамках празднования тысячелетия единения мордовского народа с народами России
- Тюштя является одним из действующих лиц фантастического художественного романа Ивана Апраксина «Подменный князь-2. Гибель богов» (Эксмо, 2012) ISBN 978-5-699-59854-0. Где говорится, что его считают колдуном[20].
- Тюштя занимает центральное место в эпическом своде «Масторава», A.M. Шаронова. При описании героя автор опирался на подлинный фольклорный материал. Показан как идеальный царь.
- В поэме «Тюштя» В. К. Радаева образ Тюшти не соответствует фолклорному и наделен лишь некоторыми качествами эпического героя[21].
- Песня «Обращение к Тюште» (эрз. Tüštäneń pškadema) в исполнении группы Кому вниз на слова Алины Подгорновой под музыку Ольоша[22] .